# Winterton (Lincolnshire)
Winterton – miasto w Anglii, w hrabstwie ceremonialnym Lincolnshire, w dystrykcie (unitary authority) North Lincolnshire. Leży 47 km na północ od Lincoln i 241 km na północ od Londynu. W 2001 miasto liczyło 4729 mieszkańców.